# آی او بی (برچسب)
قالب آی اُ بی (مخفف عبارت داخل، خارج، ابتدا) یک قالب برچسب گذاری متداول برای برچسب زدن نشانه‌ها در یک کار قطعه بندی در زبان‌شناسی محاسباتی است (به عنوان مثال شناسایی موحودیت‌های اسمی). این ایده را رامشاو و مارکوس در مقاله خود تحت عنوان «قطعه بندی متن با استفاده از یادگیری مبتنی بر تحول»، در سال ۱۹۹۵مطرح کردند. پیشوند I از یک برچسب نشان دهنده آن است که برچسب داخل یک قطعه هست.

یک نمونه از فرمت آی اُ بی:
is O
going O
to O
Los I-LOC
Angeles I-LOC
in O